# Rokin (metrostation)
Metrostation Rokin is een van de metrostations van metrolijn 52, ook de Noord/Zuidlijn genoemd. Dit station, een ontwerp van Benthem Crouwel Architekten, ligt onder het Rokin. Het heeft een eilandperron van 125 meter lang en circa 11,8 meter breed. Er zijn twee uitgangen, een aan de noordzijde van het Rokin, ten zuiden van de Dam, en een ten noorden van het Spui. Het station gaat naar verwachting ongeveer 30.000 in- en uitstappende reizigers per dag verwerken. Het station ligt op een diepte van 21,5 meter onder NAP. De NOS meldt op 8 maart 2018 het volgende: "Reizigers die bij het Rokin de metro pakken, staan eerst tweeënhalve minuut op de roltrap voordat ze het perron bereiken." Vanwege de grote diepte is het te overbruggen hoogteverschil dusdanig groot dat het perron alleen toegankelijk zal zijn per lift en via roltrappen. Vaste trappen zijn hier niet toegepast. Boven op het station komt onder andere een ondergrondse parkeergarage voor 250 à 300 auto's en een ondergrondse fietsenstalling voor maximaal 300 fietsen.
Het station wordt tevens gebruikt voor een expositie van de archeologische voorwerpen die tijdens de bouw van de metrolijn in de Amsterdamse bodem zijn aangetroffen. Vier kunstenaars werden geselecteerd om een ontwerp te maken voor deze expositie, in combinatie met een kunstwerk op het perronniveau. In december 2013 selecteerde een speciale commissie van de gemeente een kunstwerk van het Brits-Franse kunstenaarsduo Daniel Dewar en Grégory Gicquel voor dit station. Het kunstwerk bestaat uit twee lange vitrines tussen de roltrappen waarin diverse archeologische vondsten worden tentoongesteld. Op de beide wanden langs de sporen worden vergrote afbeeldingen van deze vondsten aangebracht in mozaïek van keramiek, gekleurd glas en steen.

## Galerij

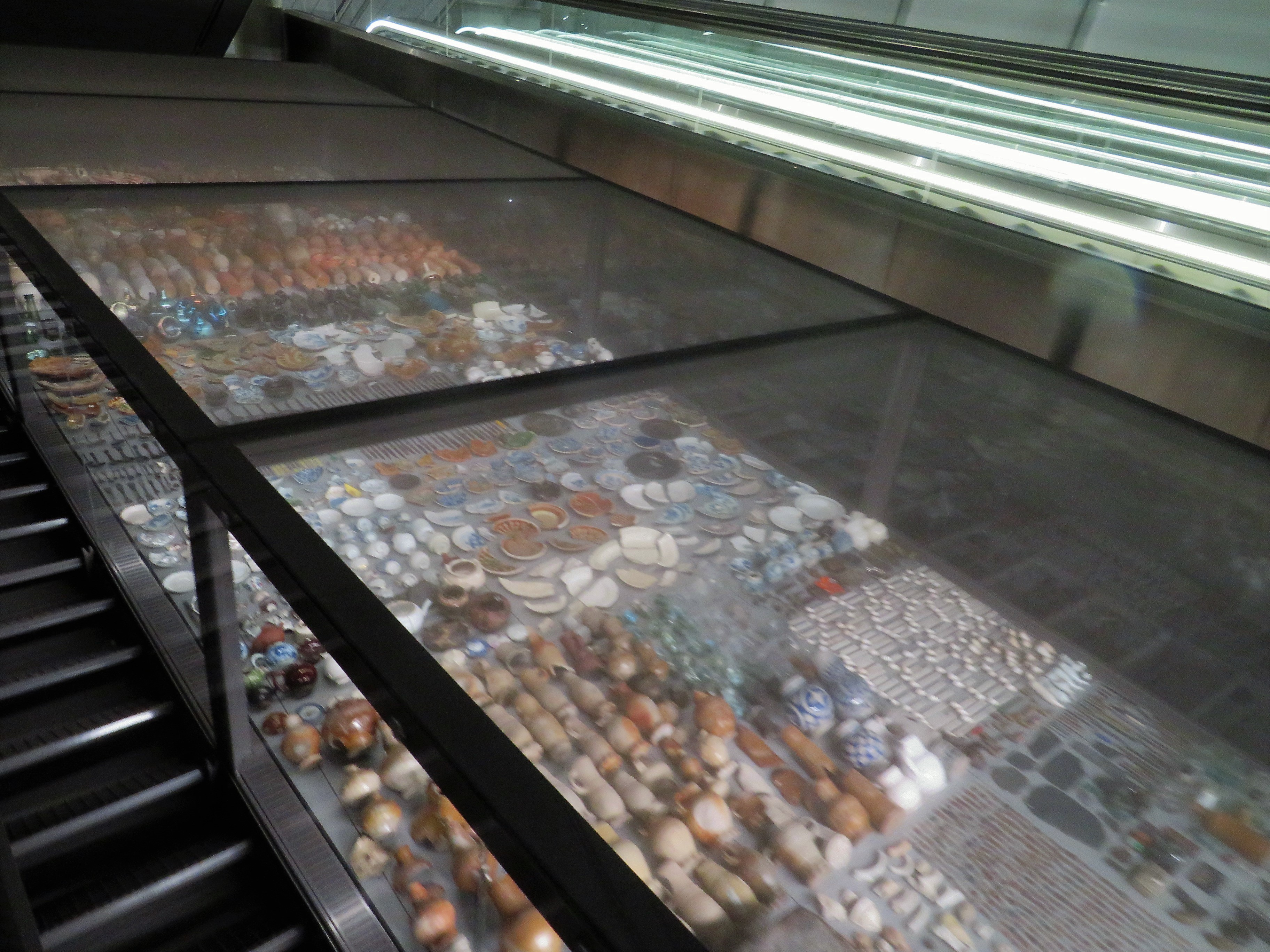
Archeologische vondsten naast de roltrap
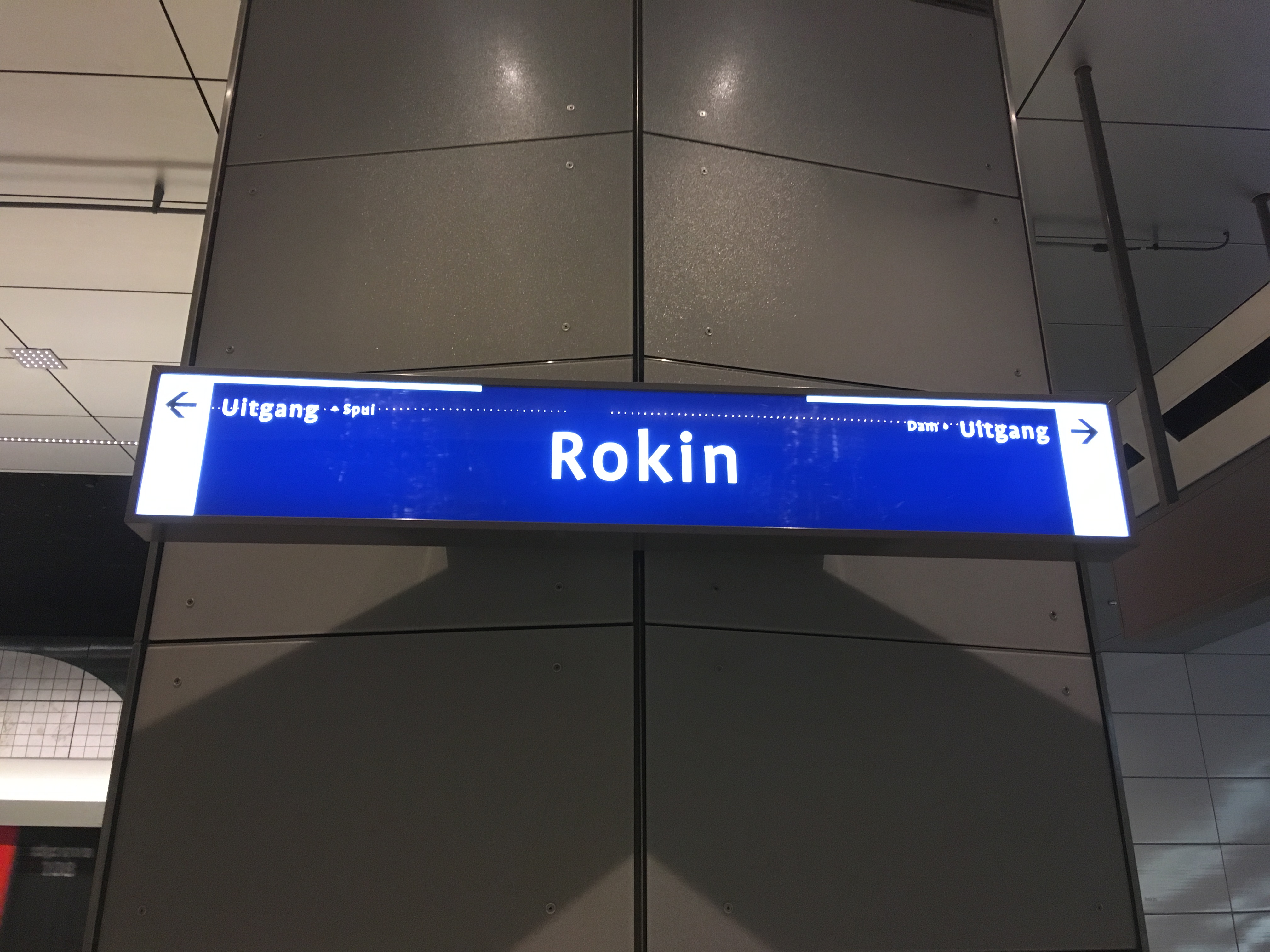
Stationsbord metrostation Rokin, Noord-Zuidlijn
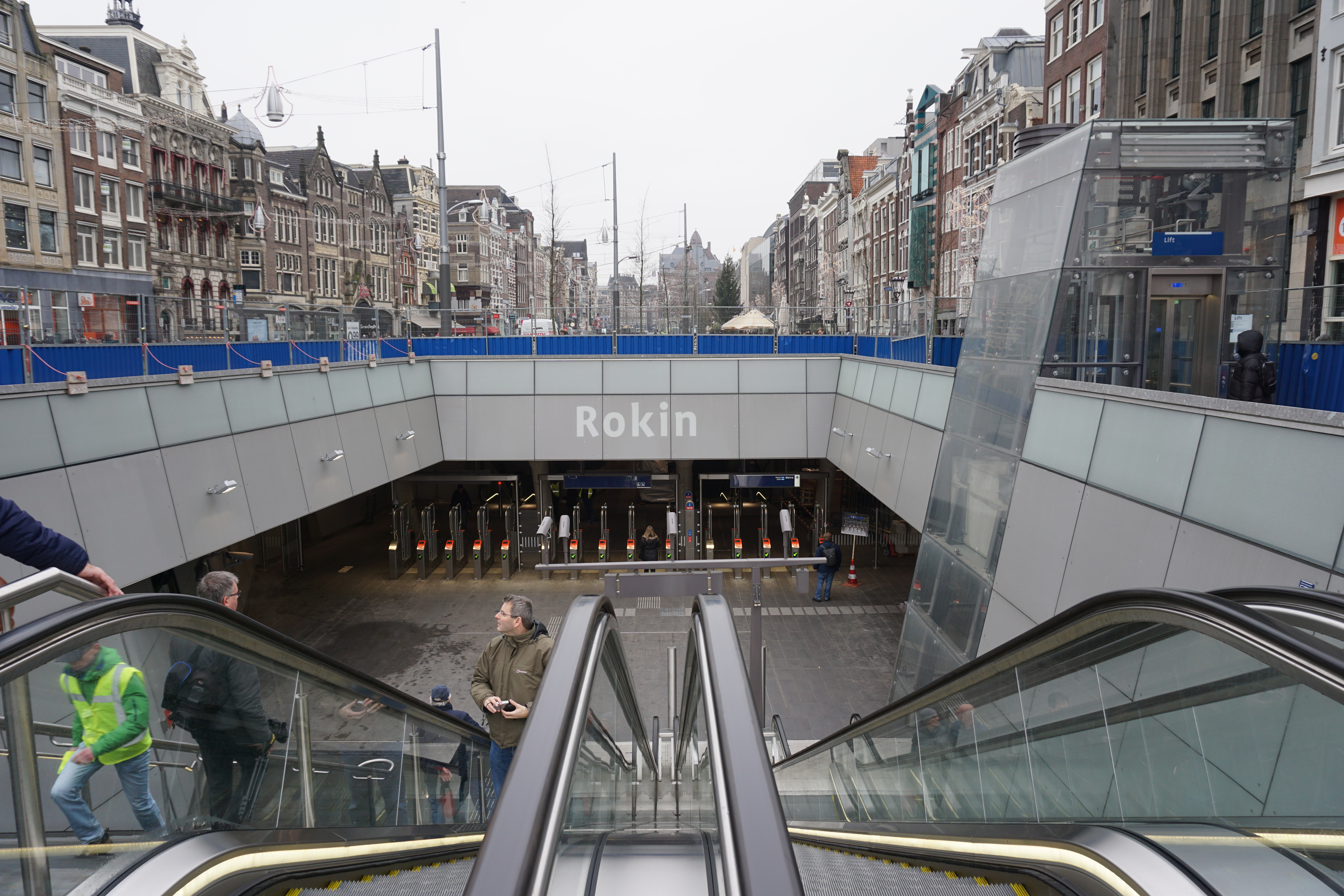
Zuidelijke entree station Rokin, januari 2018.
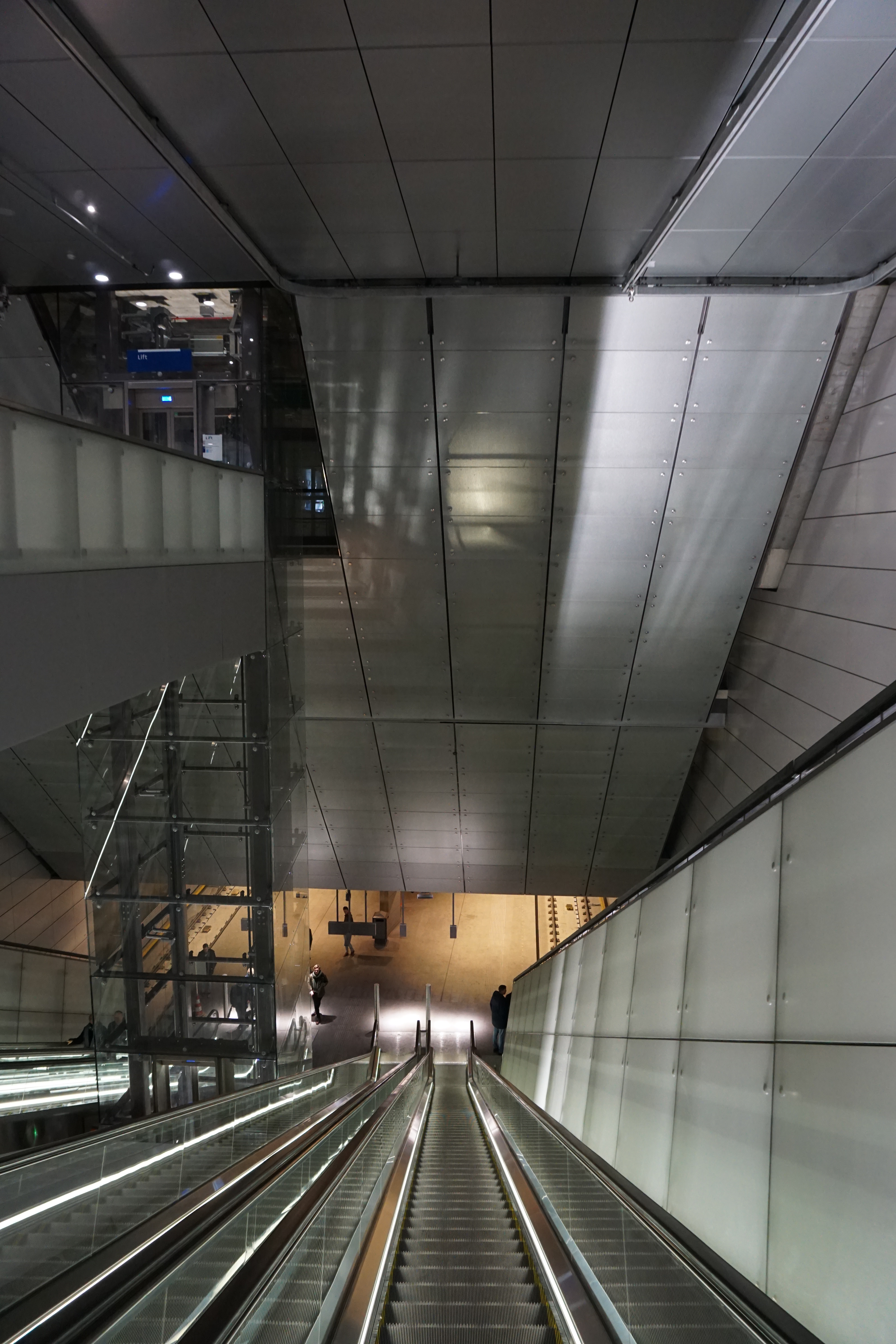
Noordelijk stijgpunt station Rokin, januari 2018.
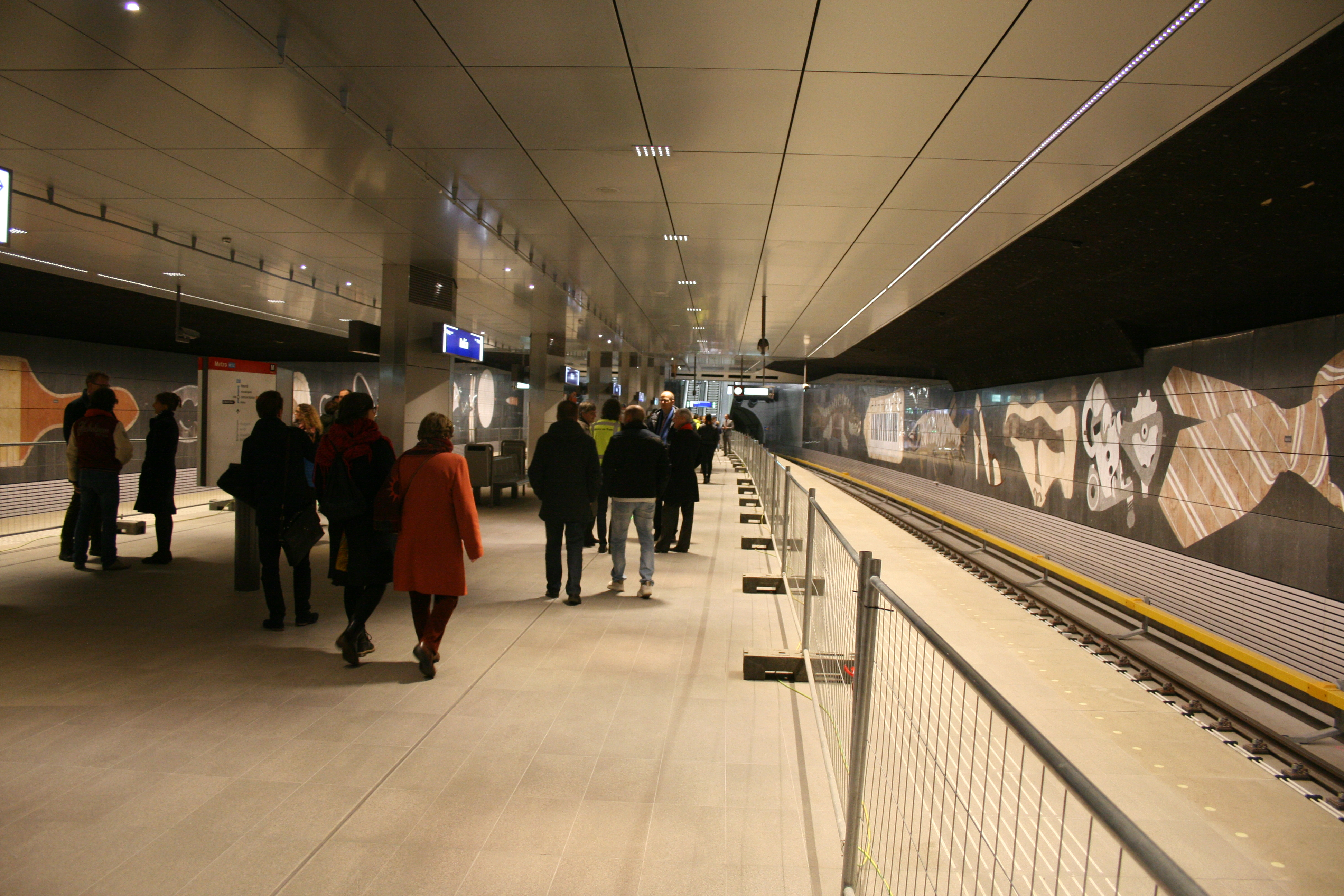
Perron station Rokin, maart 2017
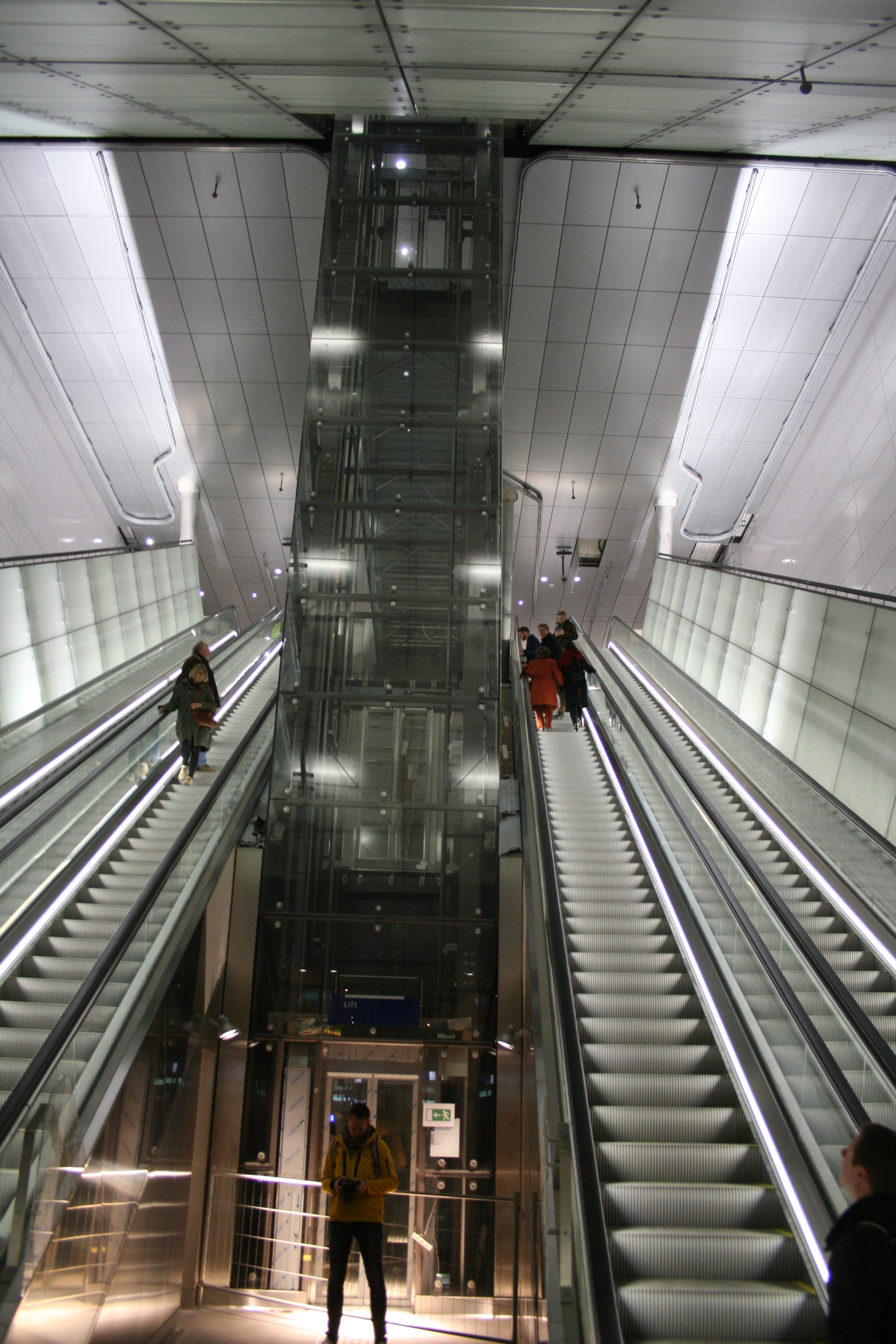
Roltrappen en lift noordzijde perron, maart 2017.
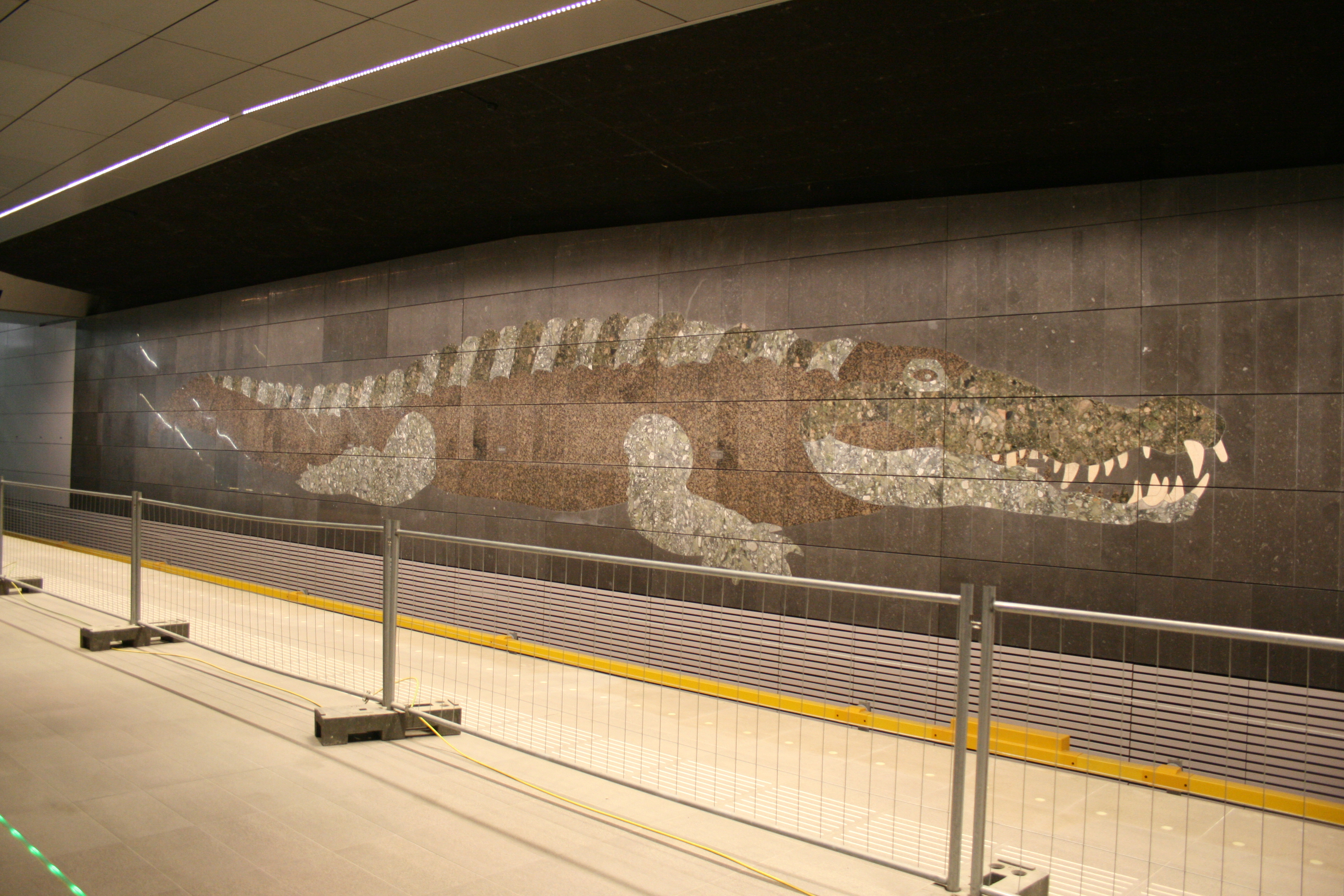
Kunstwerk: afbeeldingen van tijdens de bouw opgegraven voorwerpen, ingelegd in diverse soorten natuursteen en keramiek in de stationswanden, maart 2017.
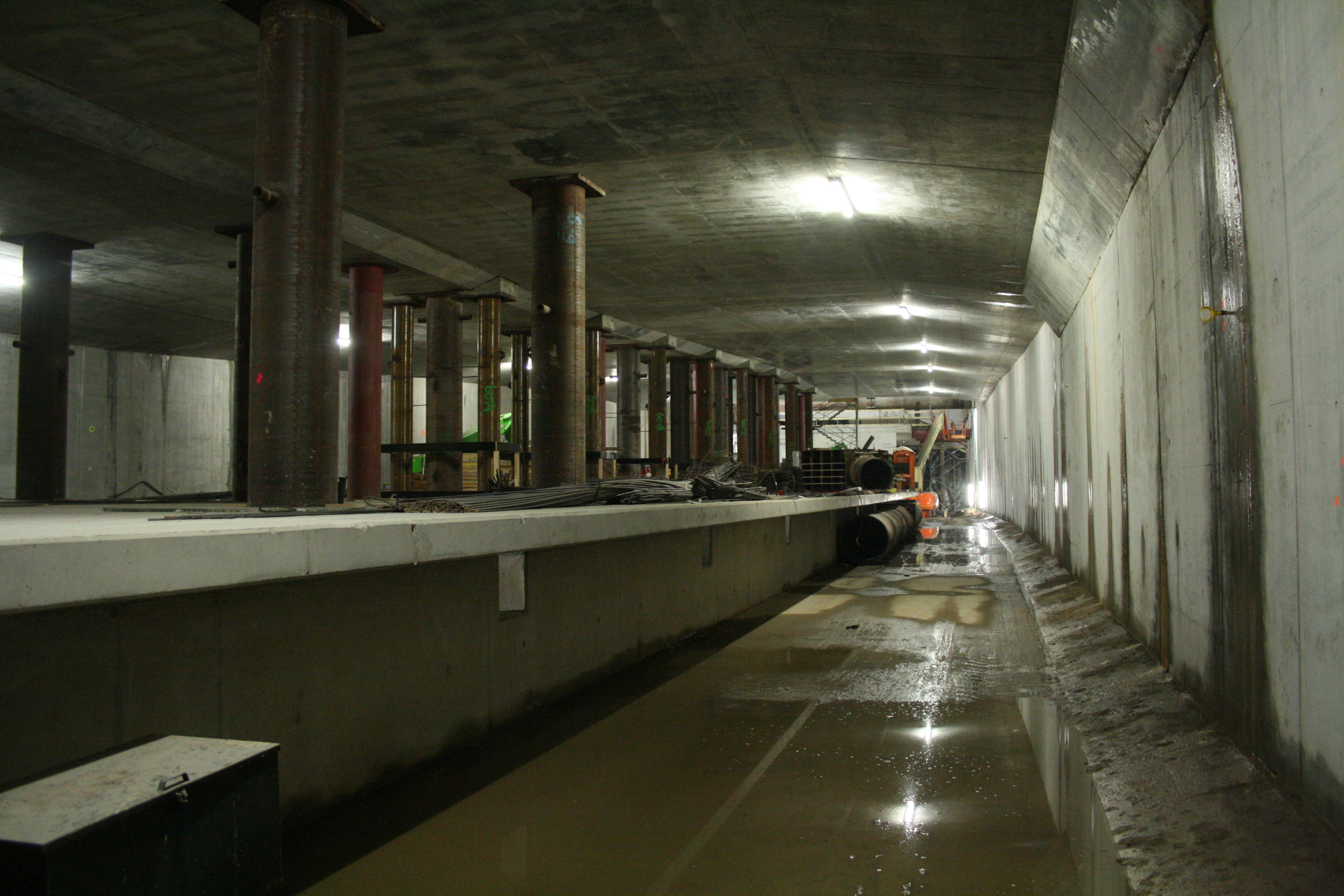
Perron gezien vanuit de toekomstige sporenbak, mei 2014.
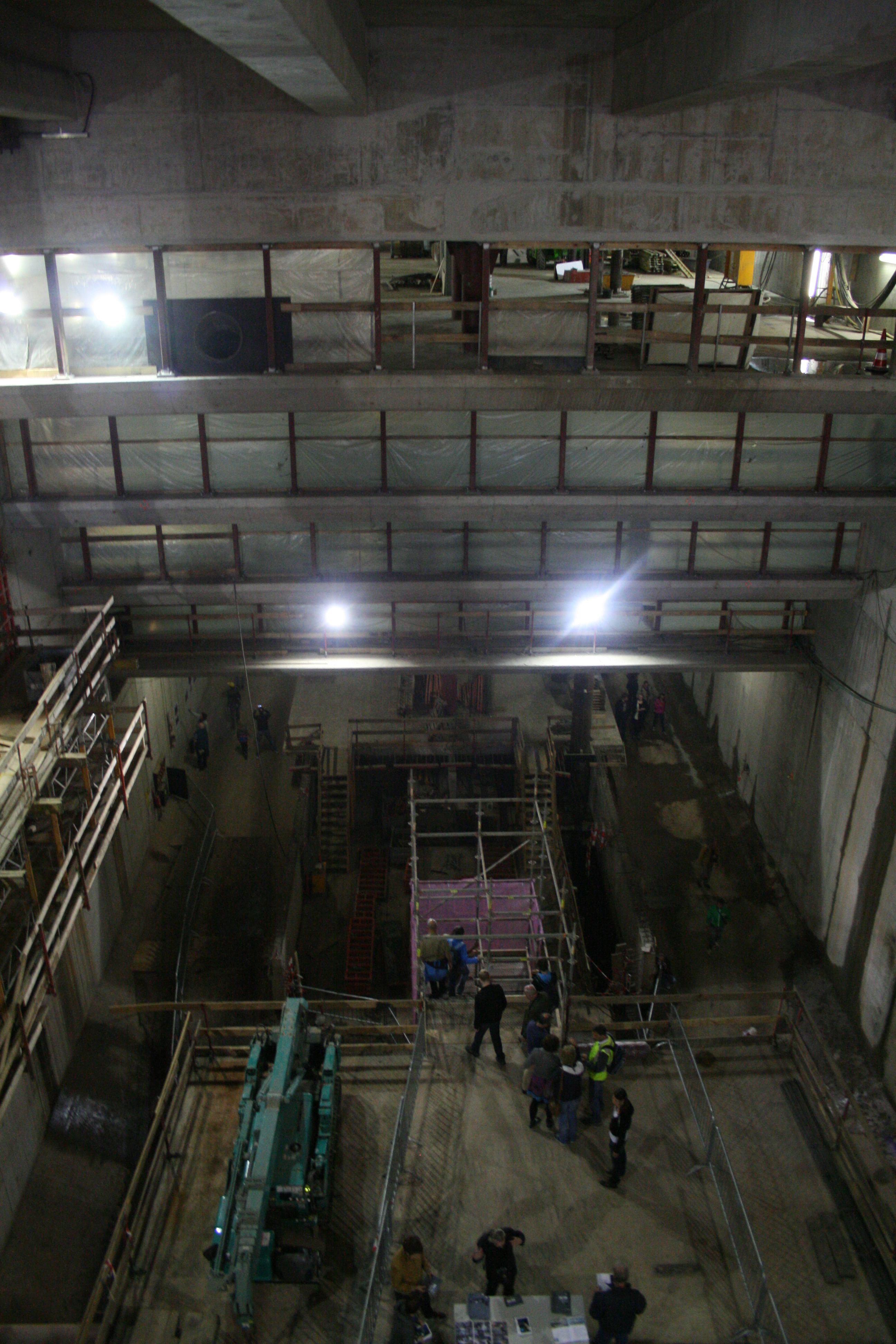
De parkeergarage tussen maaiveld en metroperron, gezien vanaf de toekomstige zuidelijke entree van het station, mei 2014.
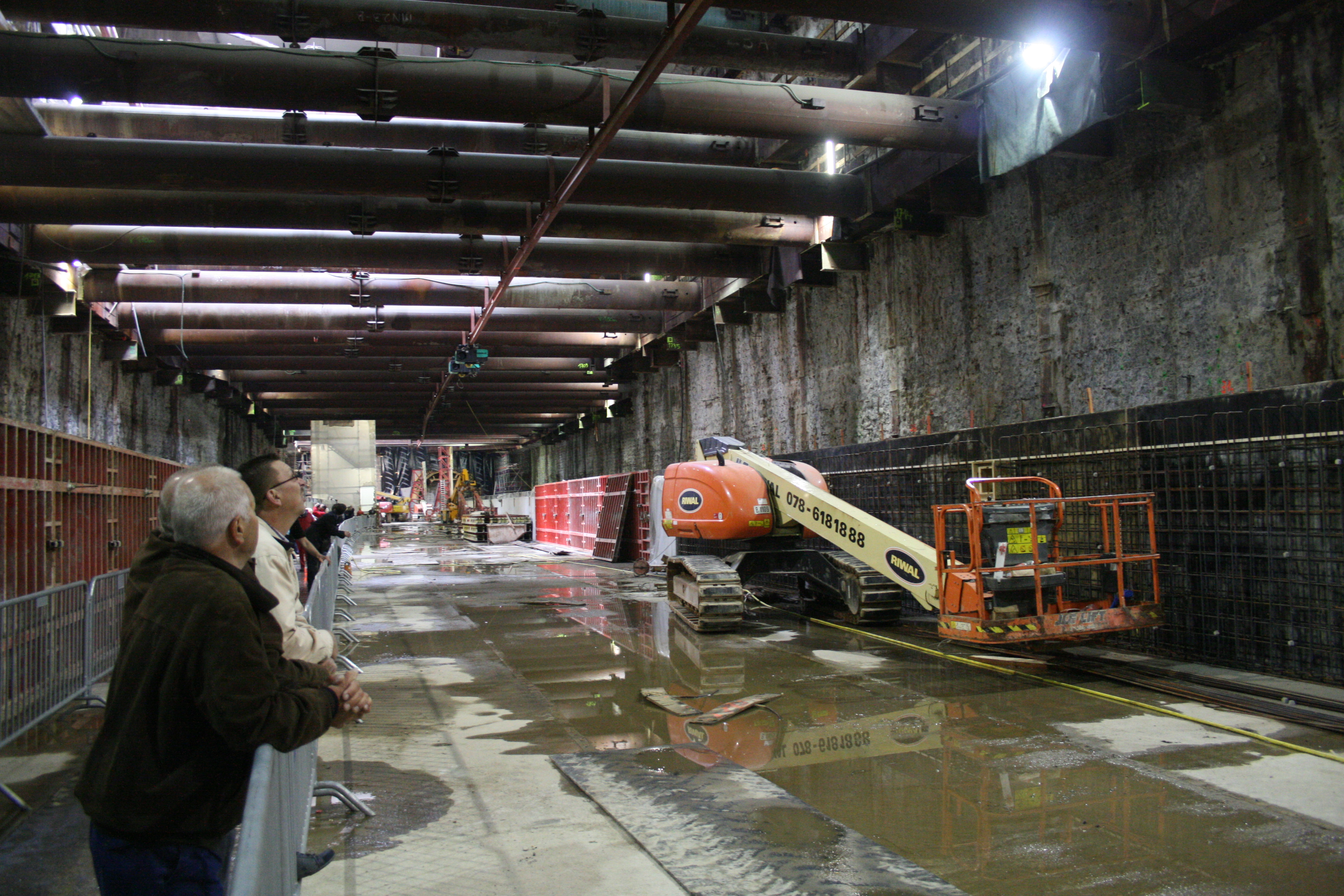
Bouwput station Rokin gezien in zuidelijke richting, mei 2011.
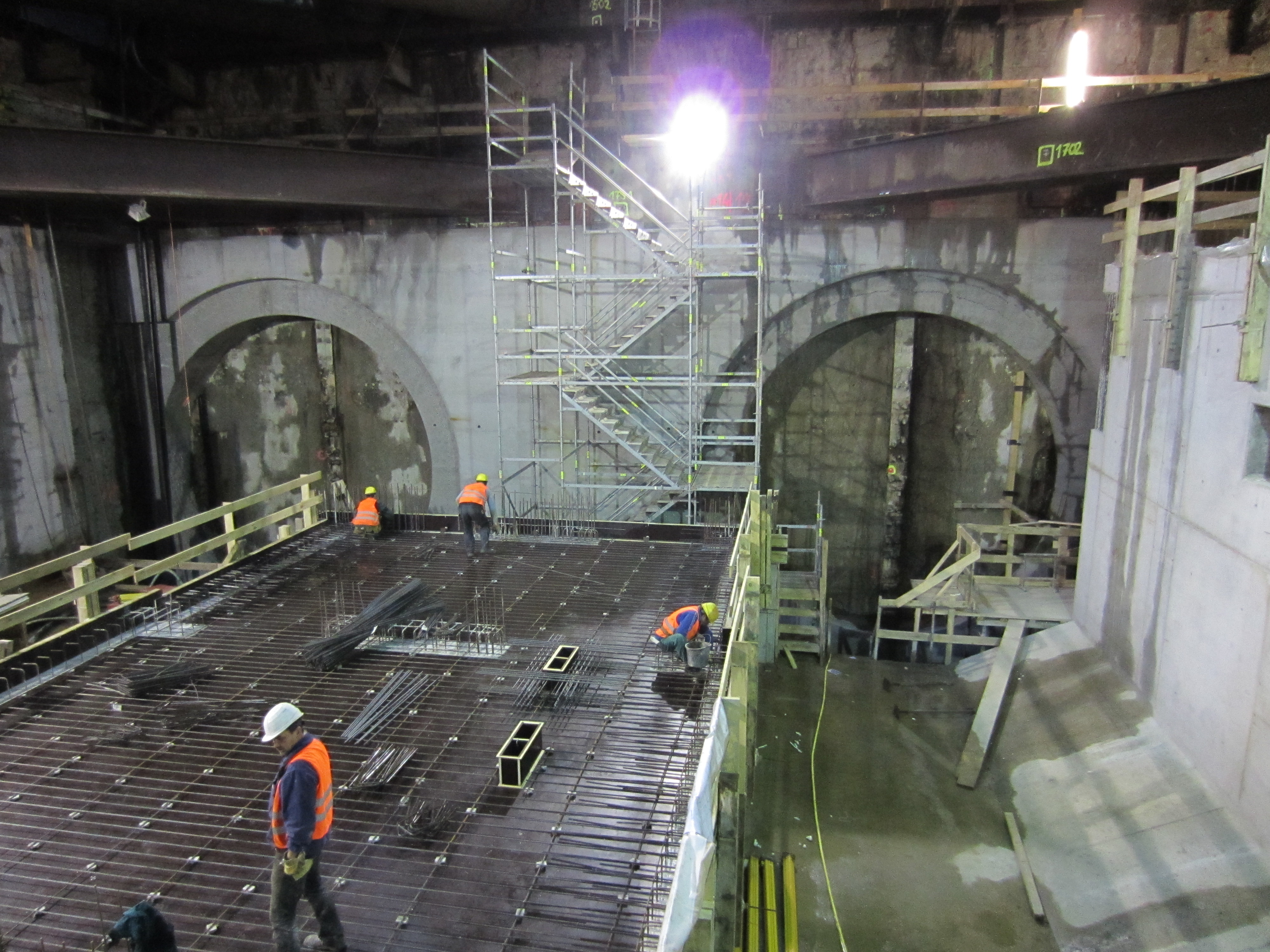
Zuidelijke brilwand station Rokin met ruwbouw perron, november 2011.
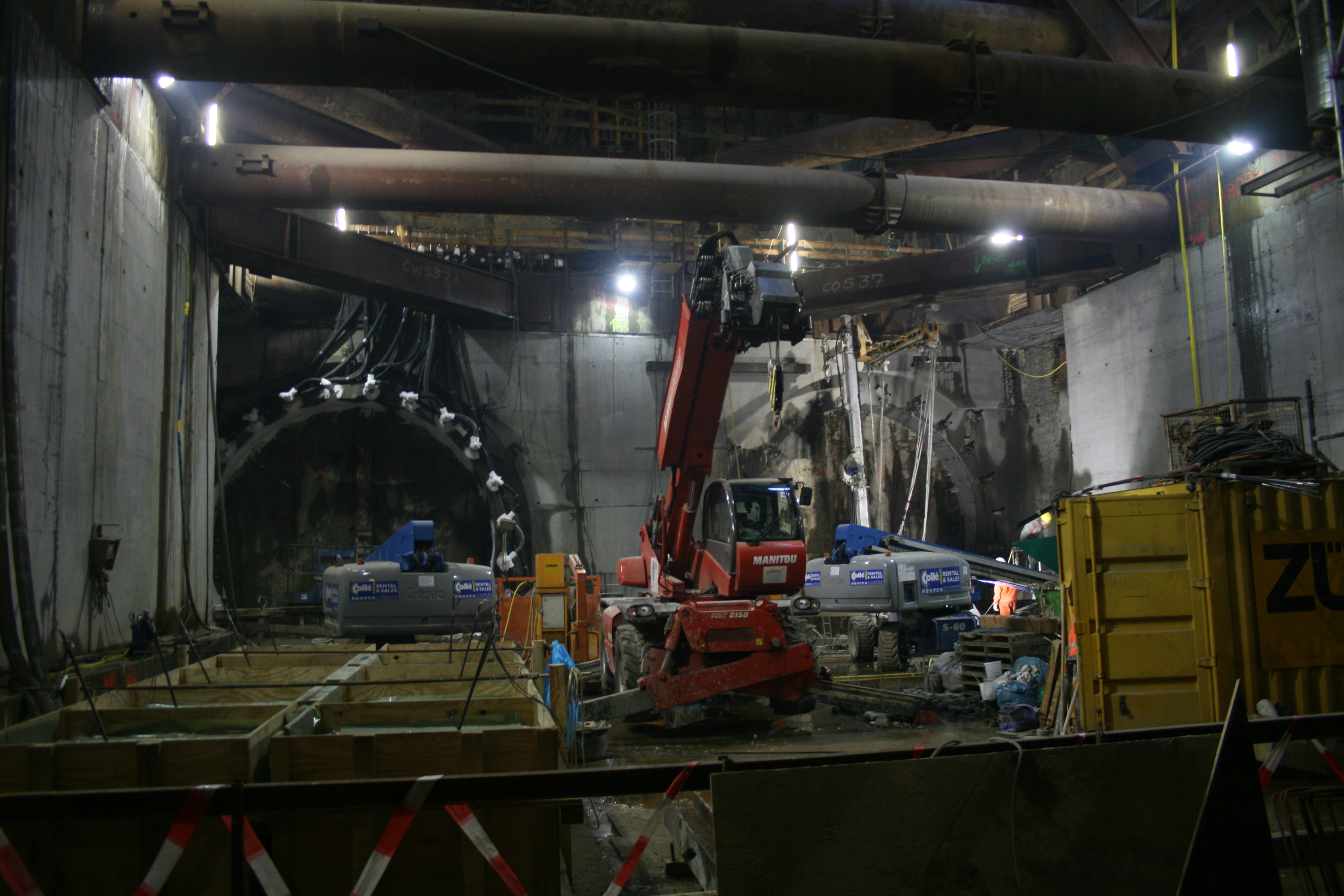
Noordelijke brilwand station Rokin met vrieswerkzaamheden ten behoeve van het doorbreken van de wand naar beide boortunnels.
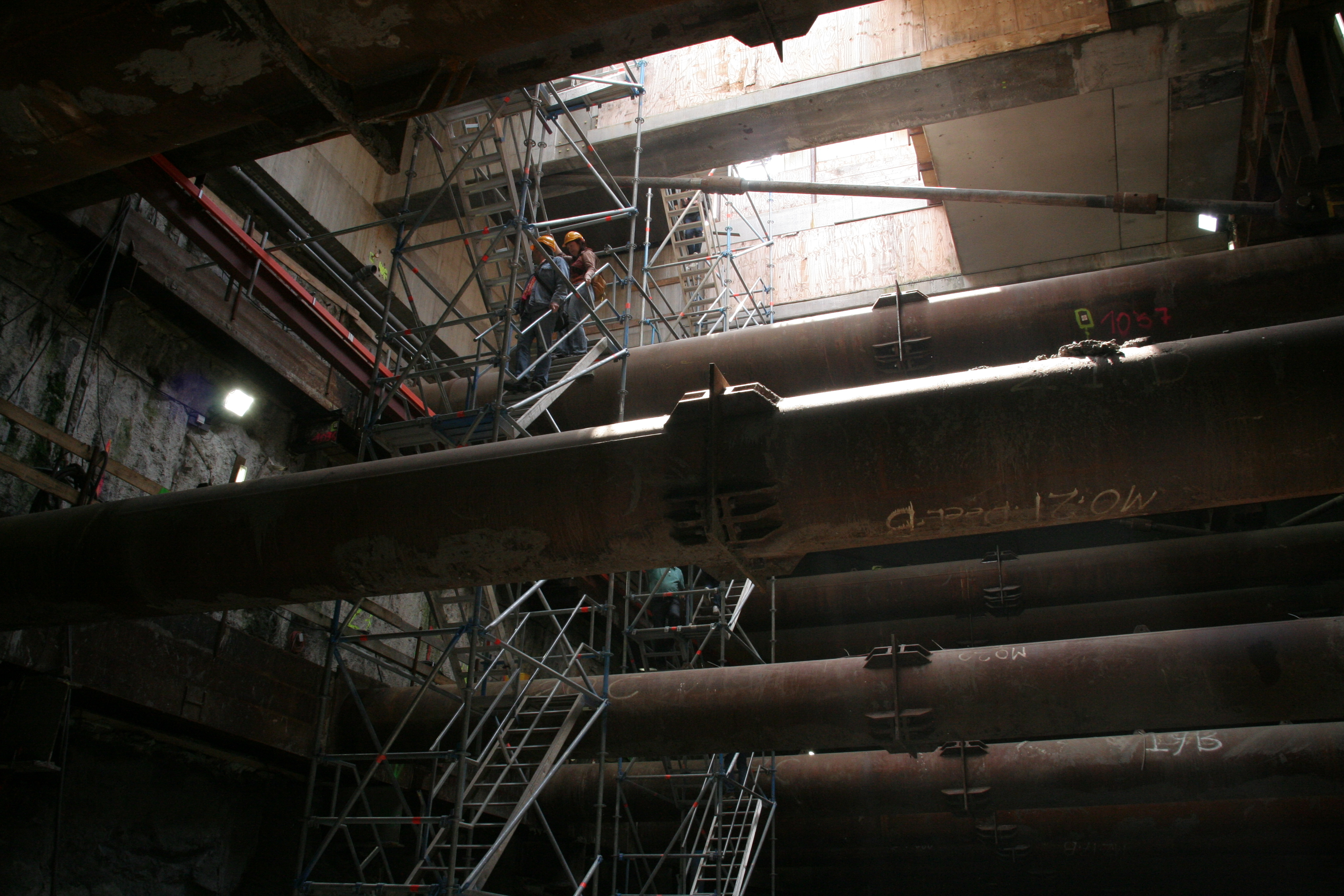
Blik omhoog vanaf een van de toekomstige parkeerdekken op -14 meter NAP tijdens de Dag van de bouw in 2009.
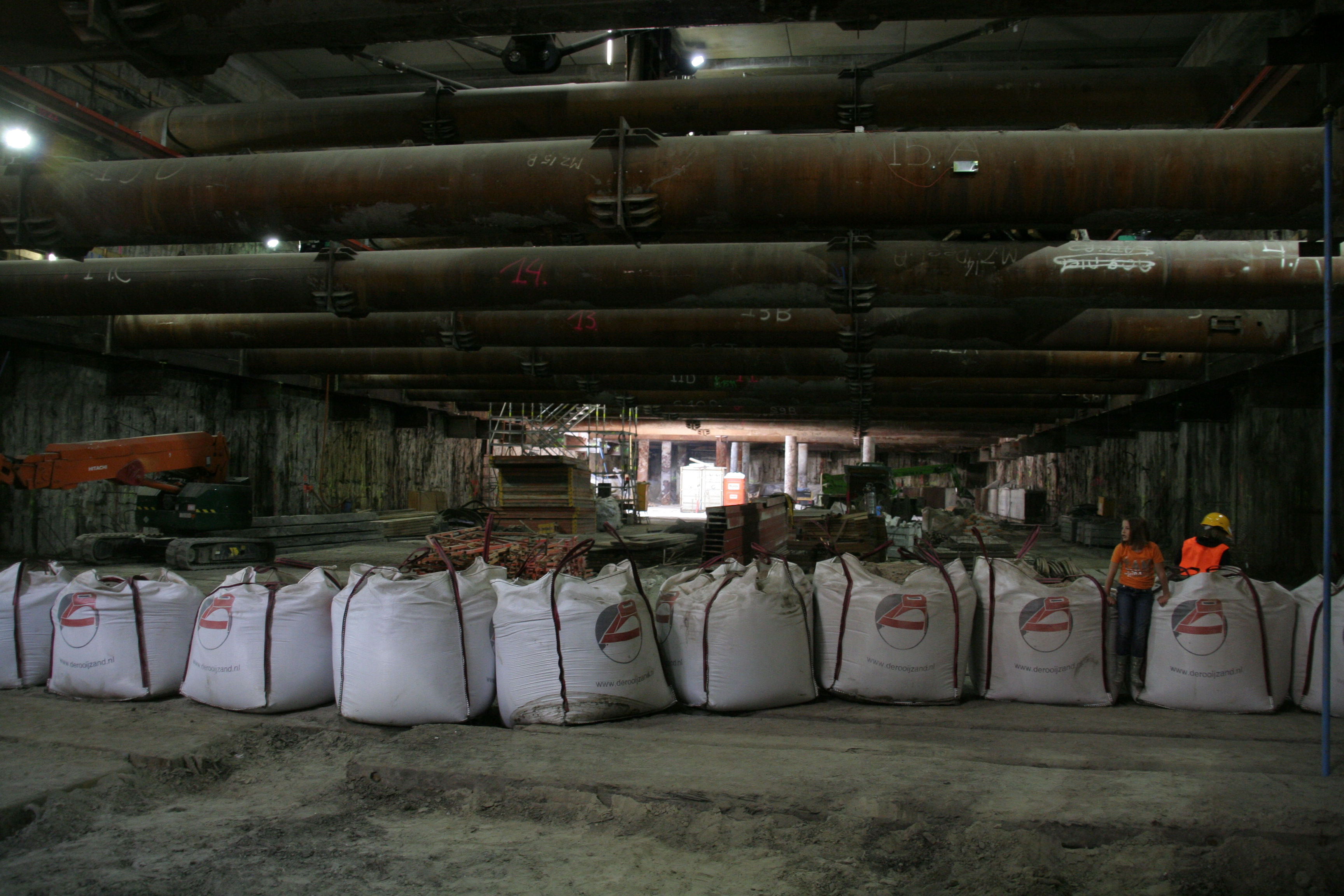
Bouwput station Rokin, juni 2009.